# Parque nacional de Ise-Shima
El parque nacional de Ise-Shima (伊勢志摩国立公園, Ise-Shima Kokuritsu Kōen) es un parque nacional de la prefectura de Mie, Japón. Se caracteriza por su costa que forma rías y sus islas dispersas alrededor de varias bahías. El interior es montañoso y el monte Asama-ga-take (555 metros) es el pico más alto.

## Espacios naturales
- Bahía de Ago
- Kami-shima
- Kashiko-jima
- Kozukumi-jima
- Bahía de Gokasho
- Bahía de Matoya
- Monte Asama-ga-take 555 metros (1,821 pies)
- Tōshi-jima

## Lugares culturales
- Ise Jingū
- Meoto Iwa
- Kongōshō-ji

## Municipios relacionados
- Ise
- Toba
- Shima
- Minami-Ise[3][4]